# Фодькино
Фодькино — оставленное поселение на острове Северный архипелага Новая Земля (Архангельская область России). Расположено на мысе Смирова у выхода из губы Крестовой, в 20 км от фактории Крестовая Губа. Фодькино было промысловым пунктом этой фактории. От двух изб поселения остались только фундаменты, остатки печей, да следы пожара. Вокруг остатков изб валялись полуистлевшие предметы домашней утвари и кости китов. Самый ценный экспонат этого заброшенного «музея быта» — отлично сохранившиеся деревянные нарты, собранные на деревянных шипах и клинышках без единого гвоздя.